# Андрія Змаєвич
Андрія Змаєвич (серб. Андрија Змајевић/Andrija Zmajević; 16 червня 1624, Пераст, Велична Бока — 7 вересня 1694, Пераст) — сербський письменник, архієпископ Бару і примас Сербії.
Походив із знатної родини Змаєвичів із міста Пераст в Бока-Которській затоці Адріатичного моря (нині в Чорногорії), дядько адмірала Матії Змаєвича і архієпископа Задарського Віцко Змаєвича.

## Біографія
Андрія Змаєвич здобув початкову освіту в францисканському монастирі Пераста, потім вивчав теологію і філософію у Римі, де після завершення освіти здобув докторський ступінь. У 1655 році став абатом бенедиктинського монастиря на острові Св. Георгія поруч із Перастом.
23 лютого 1671 року папа Климент X призначив його архієпископом Бару й католицьким примасом Сербії. У ті часи деякі частини Боки Которської були під османським пануванням і Андрія Змаєвич був відомий як патріот, який підтримував і надихав народ у боротьбі проти турків.

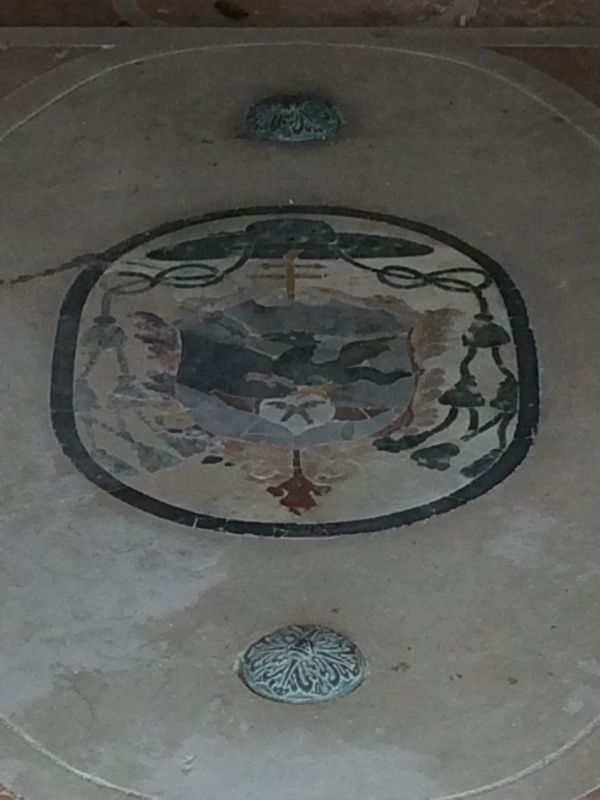
Герб Змаєвичів, увінчаний єпископським капелюхом (мозаїка на підлозі фамільної церкви в Перасті)

У 1671 році Андрія Змаєвич побудував у Перасті палац, нині відомий як «Єпископський», і, кількома роками пізніше, церкву Богоматері Розарія. Близько 1690 року він почав прилаштовувати до церкви восьмикутну дзвіницю, яку, як вважається, сам же і спроектував.
Одним із перших він почав збирати місцеву й дубровницьку поезію. Сам він також був письменником. У своїй книзі «Церковні хроніки» Андрія Змаєвич розповідає історію свого роду. Згідно з нею, Змаєвичі колись були православними і походять із селища Негуші. І лише пізніше, після переселення в Боку Которську, після ряду шлюбів стали католиками: три православних Змаєвичі одружувалися з дівчатами з католицьких сімей і хрестили синів у католицькій вірі. Андрія Змаєвич агітував за використання слов'янської мови (деякі його частини «Хронік» написані слов'янською кирилицею і лише потім перекладені латинню). Створив низку праць про діячів сербської історії.
Андрія Змаєвич похований ву церкві Богоматері Розарія в Перасті.